# 下浅川
下浅川（しもあさかわ）は、福島県福島市を流れる河川であり、一級水系阿武隈川水系の一次支流である。

## 地理
福島市南部の松川町水原の地区北部を水源とし、松川町関谷、松川町浅川、松川町金沢へと東流し松川地区東端にて阿武隈川に注ぐ。下流部では松川町浅川と松川町金沢の大字境を成す。当河川の上流部は福島県道194号金谷川停車場石内線が、下流部は福島市道金沢立子山線がそれぞれ並走している。

## 流域の自治体
福島県
- 福島市

## 主な橋梁
下流より記載
- 古浅川橋（福島市道金沢立子山線）
- 浅川橋（国道4号福島南バイパス）
- 宮前橋（福島市道金沢立子山線）
- （福島県道114号福島安達線
- （福島県道193号金谷川停車場線）
- （JR東北本線）
- （東北自動車道）

## 周辺
- 福島市立金谷川小学校
- 福島大学
- JR金谷川駅
- 愛宕山
  - 東北自動車道福島トンネル